# Тигровий бальзам

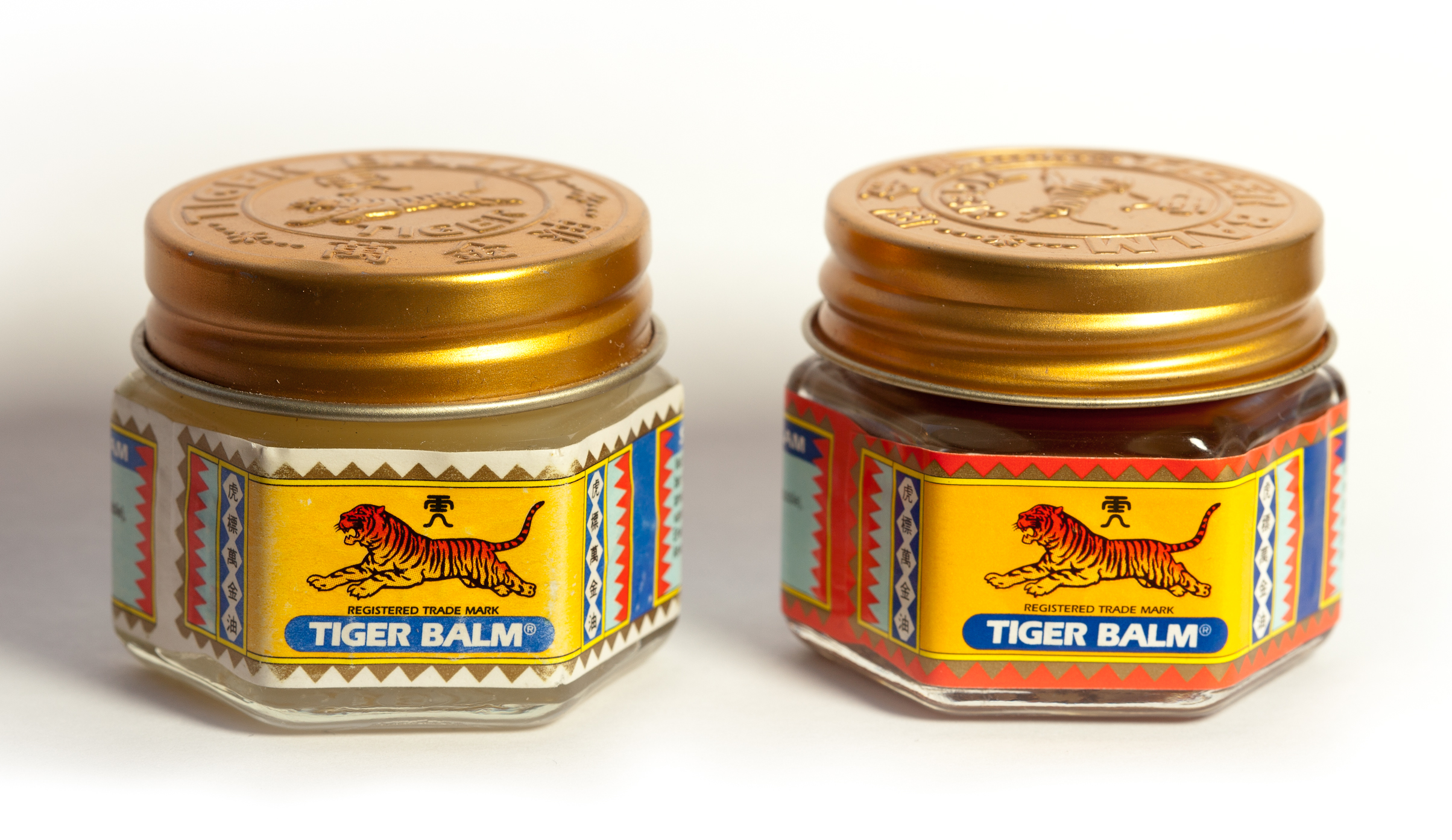
Біла та червона версії бальзаму Tiger виробництва Haw Par

Тигровий бальзам (англ. Tiger Balm, кит. трад.: 虎標萬金油; піньїнь: Hǔbiao Wànjīnyóu; певедзі: Hó͘-phiau Bān-kim-iû) — це болезаспокійливий тепловий засіб для розтирання, що виготовляється та розповсюджується сінгапурською компанією Haw Par Healthcare. Застосовується для зовнішнього знеболювання.

## Історія
Попередник бальзаму Tiger під назвою Ban Kin Yu (кит.  «Десять тисяч золотих олій») був розроблений в 1870-х роках у Біірмі, під час британської колоніальної ери практикуючим китайським травником Ау Чу Кіном. На смертному одрі в 1908 році він попросив своїх синів Ау Бун Хо та Ау Бун Пара вдосконалити продукт. У 1918 році продукт був перейменований на "Тигровий бальзам", щоб стати більш привабливим для споживачів. До 1918 року родина Ау стала однією з найбагатших сімей в Рангуні. Тигровий бальзам добре продавався в Бірмі та експортувався до Китаю, Японії та Південно-Східної Азії.
Брати переїхали до Сінгапуру в 1920-х роках через проблеми з колоніальним британським урядом. Там створили філію своєї компанії Eng Aun Tong. Для просування продукту сім'я Ау заснувала парки Tiger Balm Gardens в Гонконзі в 1935 році, Сінгапурі в 1937 році та провінції Фуцзянь в 1946 році. Бун Хо також заснував газети в Китаї та Сінгапурі; його донька сказала, що витративши купу грошей на рекламу, «він вирішив, що буде дешевше просто відкрити кілька газет».
У 2018 році під брендом Tiger Balm продавалося 10 продуктів у понад 100 країнах. Дохід від Tiger Balm у 2015 році склав 152 мільйонів сінгапурських доларів.